# Isabela (Puerto Rico)
Isabela ist eine der 78 Gemeinden von Puerto Rico.
Sie liegt an der Nordküste von Puerto Rico. Sie hatte 2019 eine Einwohnerzahl von 40.423 Personen.

## Geschichte
Der Häuptling Mabodamaca, einer der wichtigsten Häuptlinge der Insel Borinquen (Taíno-Name für die Insel Puerto Rico) während der ersten Jahrzehnte des 16. Jahrhunderts, herrschte über die Region Guajataca (Taíno-Name für die nordwestliche Region von Puerto Rico), wo Isabela gegründet wurde. Obwohl das tatsächliche Datum der Entstehung der ersten spanischen Siedlung nicht genau bekannt ist, weiß man, dass Ende des 17. oder Anfang des 18. Jahrhunderts eine kleine Siedlung in einer großen Ausdehnung des Landes existierte, die heute die Gemeinden Isabela, Camuy und Quebradillas umfasst. Die Siedlung wurde im Osten von der Uferlinie des Guajataca-Flusses begrenzt und befand sich auf dem Gelände einer früheren Taíno-Siedlung.
Um 1725 erteilte José Antonio de Mendizábal y Azares, Gouverneur der Insel Puerto Rico, die Genehmigung, eine Siedlung auf der bestehenden Siedlung/Dorf zu gründen. Der Name des Ortes, San Antonio de La Tuna, leitet sich von der Verehrung der spanischen Siedler für den Heiligen San Antonio de Padua und zu Ehren eines wilden Kaktus ab, der in der Region wächst (Tuna ist der spanische Name für Kaktus). Am Ende des 18. Jahrhunderts hatte San Antonio de la Tuna eine Kirche, mehr als sechzig Häuser und fast 1200 Einwohner, was für die damalige Zeit eine beachtliche Bevölkerungszahl war.
Aus wirtschaftlichen und gesundheitlichen Gründen wurde der Entschluss gefasst, die Siedlung an einen günstigeren Ort zu verlegen. Um 1818 erhielt das Dorf vom damaligen Gouverneur Salvador Meléndez die Erlaubnis, die Bevölkerung an einen neuen Standort näher an der Küste zu verlegen. Meléndez genehmigte den Verlegungsantrag und im folgenden Jahr, am 21. Mai 1819, wurde eine neue Stadt gegründet. Im selben Jahr begann der Bau der Kirche, die 1824 fertiggestellt wurde. Im Jahr 1918 wurde die Kirche während eines starken Erdbebens, das die westliche Region der Insel betraf, beschädigt, sie wurde bald darauf wieder aufgebaut.

## Gliederung
Die Gemeinde ist in 14 Barrios aufgeteilt:
1. Arenales Altos
2. Arenales Bajos
3. Bajura
4. Bejucos
5. Coto
6. Galateo Alto
7. Galateo Bajo
8. Guayabos
9. Guerrero
10. Isabela barrio-pueblo
11. Jobos
12. Llanadas
13. Mora
14. Planas

## Wirtschaft
Einer der derzeitigen Hauptwirtschaftszweige von Isabela ist der Tourismus, denn die Küstenstadt verfügt über mehrere Strände, Panoramablicke und andere Attraktionen den Regenwald, Flüsse, Seen, das Kordillerengebirge, die unterseeischen Flüsse und Höhlen sowie archäologische Stätten.

## Söhne und Töchter der Stadt
- John Ruiz (* 1972), Boxer